# Chevron Corporation
Ševron korporacija (engl. Chevron Corporationpoznatija kao Chevron) je američka multinacionalna energetska korporacija sa sedištem u San Ramonu, Kalifornija, koja je aktivna u više od 180 zemalja. Firma se bavi naftom, prirodnim gasom i geotermalnim sektorima, uključujući istraživanje i proizvodnju, preradu, marketing i prevoz hemikalija, proizvodnju i prodaju, i proizvodnju električne energije.
Ševron je jedan od svetskih supervelikih naftnih preduzeća (takođe poznatih kao „Big Oil”), zajedno sa preduzećima BP, ExxonMobil, Shell i Total. Prema stanju iz 2012. ovo preduzeće je bilo rangirano kao treća najveća američka korporacija na spislu Forčun 500. Godine 2011. ono je proglašeno 16. najvećim javnim preduzećem na svetu prema spisku Forbs global 2000.

## Istorija
Najstariji prethodnik Ševron korporacije je Pacific Coast Oil Company (takođe poznat kao „Coast Oil”), kompanija koja je osnovana nakon otkrića naftnog polja u Piko kanjonu severno od Los Anđelesa 1879. godine. Nju je godine 1900. kupio Standard Oil. Takođe, budući deo Ševrona, preduzeće Texaco je osnovano 1901. u Teksasu.
Godine 1950, Ševron je bio jedna od tri velike naftne firme optužene i osuđene za kazneno delo zavere zbog njihovog udela u tramvajskoj zaveri General motorsa. Skandal je uključivao kupovinu tramvajskih sistema širom Sjedinjenih Američkih Država te njihovu demontažu i zamenu sa autobusima, kako bi se povećala prodaja nafte, automobila i guma.
Ševron je proglašen krivim za utaju 3,25 milijarde dolara u saveznim i državnim porezima u razdoblju 1970.-2000. putem složene naftne cenovne politike koja je uključivala i projekt u Indoneziji. Ševron je navodno smanjio svoje porezne obaveze kupovinom nafte od Kalteksa, organizacije u svom vlasništvu, po uvećanim cenama.
Dana 15. oktobra 2000. Ševron je najavio preuzimanje preduzeća Texaco poslovnim dogovorom u vrednosti od 45 milijarde dolara, stvorivši drugu po veličini naftnu firmu u SAD i četvrtu najveću u svetu sa tržišnom vrednošću od približno 95 milijardi dolara.

## Operacije
Ševron zapošljava oko 62.000 ljudi (od kojih je oko 31.000 zaposleno u američkim operacijama). Na dan 31. decembra 2010, Ševron je posedovao 10.545 milijardi barela (1,6765 × 109 kubika) neto dokazanih rezervi ekvivalentne nafte. Dnevna proizvodnja u 2010. bila je 2,763 miliona barela dnevno (439,3 × 103 m3 / d). Peduzeće posluje na oko 19.550 prodajnih mesta u 84 zemlje. Ono također ima udele u 13 energetskih preduzeća u Sjedinjenim Američkim Državama i Aziji, te poseduje benzinske pumpe u zapadnoj Kanadi.
Ševronova istraživanja nafte i gasa su prvenstveno u SAD-u, Australiji, Nigeriji, Angoli, Kazahstanu, i Meksičkom zalivu. U SAD se takođe istražuje izvan Permijske nizije u zapadnom Teksasu, u jugoistočnom Novom Meksiku, i u marcelusnim formacijama. Ševronov je najveći pojedinačni resurs je projekt Gorgon gas u Australiji vredan 43 milijarde dolara. Od 2013 Ševron ispituje naftna i gasna polja zapadno od Šetlanda.
Ševron je vlasnik zaštitnoog znaka Standard Oil u 16 država na zapadu i jugoistoku SAD. Osim toga, Ševron poseduje zaštitni znak za Texaco i Caltex goriva i maziva.
Chevron Shipping Company, koja je podružnica Ševrona, obavlja pomorski prevoz, pomorske konsultantske usluge i pomorske poslove upravljanja rizicima za Ševron korporaciju. Ševronovi brodovi su istorijski imali imena koja počinju sa Ševron, kao što su „Chevron Washington”, „Chevron South America”, ili su dobivali imena po bivšima direktorima firme, kao što su Samuel Džin, Vilijam E. Krejn, Kenet Der, Ričard Macke i Kondoliza Rajs. Međutim brod nazvan po Rajs je kasnije preimenovan u „Altair Voyager”.
Ševron takođe razvija alternativne izvore energije, poput solarne energije, energije vetra, biogoriva i geotermalne energije u podružnicama: Chevron Energy Solutions i Chevron Technology Ventures.

## Korporativni poslovi
Za fiskalnu godinu 2011, Ševron je prijavio zaradu od 26,9 milijardi dolara, s godišnjim prihodom od 257,3 milijarde dolara, što je povećanje od 23,3% u odnosu na prethodnu fiskalnu godinu. Ševronovim deonicama se trgovalo za 105 dolara po dionici, što čini njihovu tržišnu vrednost višom od 240 milijardi dolara.
Godine 2018. Ševron je bio rangiran kao #13 na spisku Fortune 500 najvećih američkih korporacija po ukupnoj zaradi.
| Godina | Prihod u mil. USD-$ | Neto zarada u mil. USD-$ | Cena po deonici u USD-$ | Zaposlenih |
| ------ | ------------------- | ------------------------ | ----------------------- | ---------- |
| 2005   | 198,200             | 14,099                   | 36.10                   |            |
| 2006   | 210,118             | 17,138                   | 40.85                   |            |
| 2007   | 220,904             | 18,688                   | 55.02                   |            |
| 2008   | 273,005             | 23,931                   | 58.21                   |            |
| 2009   | 171,636             | 10,483                   | 49.89                   |            |
| 2010   | 204,928             | 19,024                   | 57.67                   |            |
| 2011   | 253,706             | 26,895                   | 76.91                   |            |
| 2012   | 241,909             | 26,179                   | 84.71                   |            |
| 2013   | 228,848             | 21,423                   | 97.88                   | 64,600     |
| 2014   | 211,970             | 19,241                   | 101.48                  | 64,700     |
| 2015   | 138,477             | 4,587                    | 84.24                   | 61,500     |
| 2016   | 114,472             | −0,497                   | 91.58                   | 55,200     |
| 2017   | 141,722             | 9,195                    | 106.33                  | 51,900     |

### Sedište
Sedište Ševrona se nalazi u kampusu u San Ramonu u Kaliforniji. Preduzeće se preselila tamo iz svog ranijeg sedišta na 555 Market Stritu u San Francisku, u Kaliforniji, gde je bila smešteno od svog osnivanja 1879. godine. Ševron također deluje u poslovnom tornju u Hjustonu u Teksasu. Šhevron planira novi poslovni toranj u središtu Hjuston pored svojih postojećih nekretnina u ulici Luizijana 1600.

### Političke donacije
Od januara 2011. Ševron je donirao gotovo 15 miliona dolara na lobiranje u Vašingtonu. Dana 7. oktobra 2012. Ševron je donirao 2,5 miliona dolara za republikansko kongresno vodstvo koje je usko vezano za Džona Bejnera.

## Spoljašnje veze
- Zvanični veb-sajt